# Borboropactus javanicola
Borboropactus javanicola là một loài nhện trong họ Thomisidae.
Loài này thuộc chi Borboropactus. Borboropactus javanicola được Embrik Strand miêu tả năm 1913.